# NGC 4549
NGC 4549 је спирална галаксија у сазвежђу Велики медвед која се налази на NGC листи објеката дубоког неба.
Деклинација објекта је + 58° 56' 58" а ректасцензија 12h 35m 21,3s. Привидна величина (магнитуда) објекта NGC 4549 износи 15,2 а фотографска магнитуда 16,0. NGC 4549 је још познат и под ознакама MCG 10-18-72, PGC 41954.